# El Palmar
El Palmar ist ein zur südostspanischen Stadt Murcia gehörender Ort mit 23.278 Einwohnern (2011) und einer Fläche von 26,04 km². El Palmar liegt rund 5 km südöstlich des Stadtzentrums von Murcia am Río Segura und an der Schnellverkehrsstraße MU-30 (Circunvalaciòn Murcia) von Murcia nach Alcantarilla. Unmittelbar südlich von El Palmar erhebt sich die 1065 Meter hohe Sierra de Carrascoy: El Palmar selbst liegt in 67 Metern Höhe.
Ebenso existiert eine kleine Siedlung an der spanischen Costa de la Luz mit dem Namen El Palmar de Vejer.
Der Ordensgeistliche und römisch-katholische Bischof von Gurué Francisco Lerma Martínez (1944–2019) sowie der Tennisspieler Carlos Alcaraz (* 2003) kommen aus El Palmar.